# ルイ＝エマニュエル・ド・ヴァロワ (アングレーム公)
ルイ＝エマニュエル・ド・ヴァロワ（フランス語：Louis-Emmanuel de Valois, 1596年4月28日 - 1653年11月13日）は、オーヴェルニュ伯およびアングレーム公（在位：1650年 - 1653年）。

## 生涯
アレ伯ルイ＝エマニュエルは、フランス王シャルル9世とマリー・トゥシェの庶子シャルル・ド・ヴァロワの息子である。母シャルロット・ド・モンモランシーはモンモランシー公アンリ1世の娘であった。
ルイ＝エマニュエルは1608年にラ・シェーズ＝デュ修道院の名誉修道院長となり、1612年から自身が権利を放棄する1622年までアグドの名誉司教となった。
1624年1月1日、ルイ＝エマニュエルは騎兵隊大佐に、1635年4月17日には陸軍元帥となった。
1637年10月29日、プロヴァンス総督に任じられ、翌1638年1月より任務を開始した。フロンドの乱においては、マザラン枢機卿の命に従うことを拒否し、1650年9月に宮廷に呼び戻された。同年に父シャルルが死去し、ルイ＝エマニュエルは5代オーヴェルニュ伯位およびアングレーム公位を継承した。1653年2月に総督職を交代し、1653年7月20日に国務大臣となった。ルイ＝エマニュエルはその4か月後に死去した。

## 結婚と子女
1629年2月8日に、工兵長官（Grand Maître de l'artillerie）フィリベール・ド・ラ・ギーシュの娘でショーモン女領主のマリー・アンリエット・ド・ラ・ギーシュと結婚した。2人の間には以下の子女が生まれた。
- ルイ（1630年 - 1637年）
- マリー＝フランソワーズ（1631年 - 1696年） - アングレーム女公。ジョワイユーズ公ルイと結婚。
- アルマン（1635年 - 1639年）
- フランソワ（1639年 - 1644年）

また、以下の庶子がいる。
- アントワーヌ・シャルル・ルイ（1649年 - 1701年） - シュヴァリエ・ダングレーム[2]

ルイ＝エマニュエルはおそらく歴史的に重要な厩舎の発注を行った。その厩舎は著名なフランス人建築家フランソワ・ブロンデルによって設計され、1648年から1652年にかけて、南ブルゴーニュの現在シャロレーとして知られる地域のサン＝ボネ＝ド＝ジュー（ソーヌ＝エ＝ロワール）にあった妻の所有するショーモン＝ラ＝ギーシュ城に建設された。その厩舎は、1982年にフランス文化省によってフランスの歴史的建造物に指定された。ルイ＝エマニュエルはまた、エクーアン城も所有していた。